# Neutralistas Patrióticos
Os Neutralistas Patrióticos foi um movimento político armado da Guerra Civil Laociana. Fundado em abril de 1963 por um cisma dentro das Forças Armadas Neutralistas (Forces Armées Neutralistes, FAN), quando esta favoreceu a aliança com o Exército Real do Laos, os Neutralistas Patrióticos aliaram-se às forças comunistas opostas na guerra. A ação militar mais notável que os envolveu foi um ataque aéreo devastador em 13 de outubro de 1969 que matou todos os seus oficiais, exceto o comandante coronel Deuane Sunnalath. Embora mantivesse uma identidade nominalmente separada do Pathet Lao, os líderes patrióticos neutros Deuane Sunnalath e Khamouane Boupha sucederiam a cargos ministeriais no Governo Provisório da União Nacional, dominado pelos comunistas, em 9 de abril de 1974.

## Contexto
Os Neutralistas Patrióticos foram indiretamente criados pelo golpe de Estado de 1960 liderado por Kong Le. Quando o capitão paraquedista capturou o controle do Reino do Laos em agosto de 1960, ele fundou as Forças Armadas Neutralistas (Forces Armee Neutraliste) como um terceiro partido não alinhado na Guerra Civil do Laos; os outros lados eram os comunistas e os realistas. O capitão Kong Le posteriormente perderia tanto a Batalha de Vientiane quanto o controle do Laos em dezembro de 1960, e recuaria para a Planície de Jars. Uma vez lá, foi originalmente auxiliado pelos comunistas do Pathet Lao, mas se afastou deles em direção aos realistas. A insatisfação dentro de suas fileiras levaria a uma divisão no movimento neutralista em abril de 1963. A nova facção pró-comunista seria os Neutralistas Patrióticos.

## Origem
Em abril de 1963, o tenente Deuane Sunnalath lideraria uma deserção que se estabeleceu como uma força neutralista pró-comunista, os Neutralistas Patrióticos, em oposição as Forças Armadas Neutralistas pró-realista. Ele fundou os Neutralistas Patrióticos a partir de unidades que abandonaram as Forças Armadas Neutralistas. Deuane tinha cerca de 250 militares sob seu comando na Região Militar 2; eles se aliaram aos  efetivos de 1.500 homens do general Khamouane Boupha no extremo norte da província de Phongsali. O Batalhão de Artilharia Phetsarath, que abateu um avião de reabastecimento da Air America, foi uma das unidades que se juntou a Deuane. O Battalion Parachutistes 1 (Batalhão de Paraquedistas 1) foi outro, junto com todas as Forças Neutralistas de Khamouane da Região Militar 1. Na saliente do sul, a maioria do Battalion Infanterie 4 (Batalhão de Infantaria 4) perto de Tchepone desertou para o novo movimento, que aliou-se aos comunistas do Pathet Lao. Em 6 de abril de 1963, o Pathet Lao lançou vários ataques surpresa simultâneos contra os Neutralistas na Planície de Jars. Em 10 de abril de 1963, o presidente dos Estados Unidos, John F. Kennedy, aprovou o fornecimento de ajuda militar estadunidense para reforçar as Forças Armadas Neutralistas. Embora as Forças Armadas Neutralistas tenham sido expulsas de suas posições, evacuou a maioria de seus veículos e armas pesadas para Muong Phanh.

## Notes
1. 1 2  Conboy, Morrison, pp. 32–33.
2. 1 2  Anthony, Sexton, p. 29.
3. 1 2  Conboy, Morrison, p. 98.